# 도담고등학교
도담고등학교(도담高等學校)는 대한민국 세종특별자치시 도담동에 있는 공립 고등학교이다.

## 학교 연혁
- 2013년 2월 1일 : 도담고등학교 설립인가
- 2013년 3월 1일 : 도담고등학교 개교
- 2013년 3월 5일 : 제1회 입학식(93명)
- 2015년 2월 2일 : 제1회 졸업식(152명)
- 2024년 3월 1일 : 조원근 교장 부임
- 2024년 3월 4일 : 제12회 입학식(215명)

## 참고 자료
- 도담고등학교 - 한국교육학술정보원 학교알리미